# Gonioctena fornicata
Gonioctena (Spartomena) fornicata (Syn.: Phytodecta fornicata) ist ein Käfer aus der Familie der Blattkäfer und der Unterfamilie Chrysomelinae. Der Gattungsname "Gonioctena" (von altgr.: γωνία, gonía „Ecke“ und κτενός ktēīs, ktenós „Kamm“) bezieht sich auf die kammartigen angeordneten Zähne an der Hinterkante der Schiene (Abb. 5, Pfeil B). Der Artname „fornicatus“ (lat.) bedeutet „gewölbt“ und bezieht sich auf den Halsschild. Der Name der Untergattung Spartomena spielt darauf an, dass das Tier an Pfriemenginster (altgr.: σπάρτος spártos „Pfriemenginster“) zu finden ist. Die Art ist in Osteuropa als Luzerneschädling bekannt, in Mitteleuropa ist sie eher selten.

## Merkmale des Käfers
Der Käfer ist etwas länglicher und flacher als ein Marienkäfer. Er erreicht eine Länge von fünf bis sieben Millimeter. Die Zeichnung variiert sehr stark. Bei den fast schwarzen Formen sind lediglich einzelne Punkte oder Teile des Randes rot, im anderen Extrem ist der ganze Käfer bis auf vier dunkle Punkte auf den Flügeldecken rot oder rotgelb. In den Zwischenformen können auf dem Halsschild zwei Punkte oder Flecken sein, auf den Flügeldecken gemeinsam vier, fünf, sechs oder sieben Punkte. Außerdem können die Punkte zu schwarzen Bereichen zusammenfließen.
Der Kopf ist bis zu den Augen in den Halsschild eingezogen. Die elfgliedrigen Fühler werden nach außen dicker. Sie sind voneinander entfernt auf der Stirn über der Wurzel der Oberkiefer eingelenkt (Abb. 2). Die Oberkiefer sind nicht seitlich (zum Einlegen des Kiefertasterendglieds) ausgehöhlt.
Der Halsschild ist stark gewölbt (Name fornicatus), während er bei vielen anderen Arten der Gattung und insbesondere bei der ähnlich gezeichneten Art Gonioctena viminalis flacher ist. Außerdem ist der Halsschild fein und dicht punktiert; an den Seiten wird die Punktierung nur wenig stärker (Abb. 3). Hinter der Mitte des rötlichgelben Halsschildes befinden sich im typischen Fall ein Paar schwarze runde Flecken.
Die groben Punkte der Flügeldecken bilden neun deutliche Reihen; auch die siebte Punktreihe ist hinter der Mitte nicht durch danebengestellte Punkte aufgelöst (Abb. 1), höchstens etwas unregelmäßig. Die Seitenränder der Flügeldecken sind an der Spitze nicht bewimpert. Die Epipleuren laufen nach hinten aus und sind nach innen zurückgebogen (untergebogen). Im typischen Fall befinden sich auf den Flügeldecken gemeinsam fünf oder sieben Funkte, wobei ein Punkt auf der Flügeldeckennaht etwa in der Mitte sitzt, die restlichen Punkte symmetrisch auf die Flügeldecken verteilt sind. Das Schildchen ist schwarz.
Alle Schienen sind auf der Oberseite zu den Tarsen hin rinnenartig vertieft; in diese Vertiefung können die Tarsen nach oben eingeklappt werden. Der Außenrand dieser Rinne ist in einen Zahn ausgezogen, der bei den Mittel- und Hinterschienen am Ende nahe den Tarsen liegt ((Abb. 4), bei den Vorderschienen ist der Zahn von der Einlenkung der Tarsen entfernt und schwächer ausgebildet (Abb. 5, Pfeil A). Die rötlichen Tarsen sind alle viergliedrig, allerdings kann bei den Blattkäfern eine Verdickung am Klauenglied als rudimentäres weiteres Tarsenglied (mit der Nummer 4) interpretiert werden. Das dritte Tarsenglied ist oberseits ausgerandet, aber nicht deutlich zweilappig. Die Klauen sind an der Basis mit je einem Zahn versehen (Abb. 5, Pfeil C).
| Abb. 1: Flügeldecken von hinten Abb. 2: Kopf Abb. 3: Halsschild seitlich (Kopf links) | Abb. 4: Unterseite Abb. 5: Vorderbein Pfeil A: Zahn Pfeil B:„Kamm“ Pfeil C: gezähnte Kralle |

## Biologie
Alte Angaben über Vogelbeere und Ginster als Wirtspflanze werden heute kritisch gesehen, die Art wird als Schädling auf Luzerne und Klee eingestuft. Die Larven fressen vor allem Blätter und junge Triebe, die Käfer wohl auch ältere Triebe.
Der Käfer hat einen Entwicklungszyklus von einem Jahr. Er überwintert als Imago in einer Tiefe von fünf bis fünfundzwanzig Zentimeter. Im Frühjahr erscheinen die Käfer wieder und können dann bis in die zweite Junihälfte in Luzernekulturen (Medicago sativa) schädlich werden. Nach der Paarung legen die Weibchen zwischen 200 und 1000 Eier in kleinen Portionen meist an den unteren Blättern ab. Die Larven durchlaufen vier Stadien und sind besonders in den beiden letzten Stadien durch Blattfraß schädlich. Bereits nach drei bis vier Wochen graben sich die Larven zur Verpuppung in den Boden. Die geschlüpften Käfer fressen im gleichen Jahr noch etwa zwei bis drei Wochen, bis sie zur Überwinterung erneut in den Boden gehen.

## Verbreitung
Das Zentrum des Verbreitungsareals liegt in Südosteuropa. In Mitteleuropa kommt die Art nur in Tschechien und der Slowakei vor, aus Österreich gibt es alte Fundmeldungen. In Ungarn kann der Käfer und seine Larve bei Massenauftreten bereits schädlich werden.
Die Art ist vermutlich in Ausbreitung begriffen. Jedenfalls liegen neue Fundmeldungen aus Deutschland, Österreich und den USA vor.